# Ciriaco Offeddu
Ciriaco Offeddu (Nuoro, 1948) è uno scrittore italiano.

## Biografia
Laureato in ingegneria elettronica all'Università di Pisa, ha poi lavorato come manager per diverse aziende in Italia e all'estero. Dopo aver frequentato un master di scrittura creativa alla City University of Hong Kong con una tesi su Il maestro e Margherita ha pubblicato il suo libro d'esordio Aunt Suelita and the Devil’s Project in lingua inglese. Tornato in Italia, nel 2018 pubblicando il romanzo L'altalena di Apollinarija, ispirato alla vita di Fëdor Dostoevskij, per la casa editrice veronese Gingko Edizioni. I suoi successivi romanzi, Francesca e Rechella. Concedici, Dio, diritto di ritorno vedono per protagoniste due donne sarde e iniziano a esplorare i temi del realismo magico. Alle elezioni comunali del 2020 si è candidato a sindaco di Nuoro alla guida di una lista civica ottenendo poco più del 9% dei voti e rimandendo pertanto non eletto..
Il 12 febbraio 2025 ha pubblicato il romanzo Istella mea per Giunti. Il libro ha ottenuto buon successo di critica e di pubblico, esordendo al primo posto nella narrativa italiana e successivamente rimanendo per due settimane in testa alla classifica dei libri più venduti nelle librerie Mondadori e venendo inoltre inserito fra i candidati al premio Strega.

## Opere

### Romanzi
- Aunt Suelita and the Devil’s Project, Hong Kong, Lascar Publishing, 2015 ISBN 978-98-8141-981-1
- L'altalena di Apollinarija, Verona, Gingko Edizioni, 2018. ISBN 978-88-9528-888-8
- Francesca, Verona, Gingko Edizioni, 2019. ISBN 978-88-9528-894-9
- Rechella. Concedici, Dio, diritto di ritorno, Verona, Gingko Edizioni, 2020. ISBN 978-88-3122-908-1
- N.N., Cagliari, Edizioni Abbà, 2023. ISBN 979-12-8092-707-1
- Istella mea, Firenze, Giunti Editore, 2025. ISBN 979-12-2320-715-4